# Felipe Caronti
Felipe Caronti (anche noto come Filippo Caronti) (Como, 8 luglio 1813 – Bahía Blanca, 16 ottobre 1883) è stato un ingegnere argentino di origine italiana che diede un grande apporto allo sviluppo della città argentina di Bahía Blanca e che realizzò lavori topografici nella regione.

## Biografia
A causa della sua profonda fede repubblicana ed indipendentista, nel 1848 partecipò ai moti rivoluzionari contro gli austriaci nella sua città natale. Condannato a morte, si rifugiò dapprima in Svizzera, a Zurigo, dove tessé strette relazioni con Giuseppe Mazzini, testimoniate anche dal rapporto epistolare tra i due. Successivamente, nel 1855, a seguito del fallimento del progetto mazziniano di un'Italia repubblicana, si imbarcò su un vapore alla volta di Buenos Aires.
Giunto nella capitale argentina, fu arruolato come Capitano Amministrativo della Legione Agricola Militare, un reparto a comando del colonnello Silvino Olivieri incaricato di fondare una colonia, chiamata Nueva Roma, nel sud dello stato di Buenos Aires per presidiare il confine dagli attacchi dei nativi e per coltivare le terre circostanti. Dopo l'assassinio di Olivieri da parte di alcuni legionari congiurati, Caronti, che era rimasto a Buenos Aires per reclutare nuovi coloni da mandare a Nueva Roma, venne a sua volta inviato nella colonia per prendere il comando dell'insediamento. Dopo aver rifiutato l'incarico decise di costruire, a sud-est della colonia, lungo le rive del torrente Napostá, non lontano da un golfo noto come Bahía Blanca, una piccola officina per la riparazione delle armi della guarnigione. Ben presto intorno a questa struttura s'insediarono i coloni di Nueva Roma, frettolosamente abbandonata per le difficili condizioni ambientali. Grazie ai suoi conoscimenti d'ingegneria, Caronti fece costruire presso la fabbrica tutta una serie di strutture, come una chiesa, un cimitero, una scuola ed un pontile, funzionali per lo sviluppo della nuova cittadina che si andava rapidamente formando. 
Nel 1865 fece parte della nuova Comisión Municipal Bahiense. Divenne anche celebre perché realizzò le prime previsioni meteorologiche della provincia e studiò la distribuzione dell'acqua potabile. Gli fu dedicata una via a Bahia Blanca quando era ancora vivo, a testimonianza del prestigio conquistato. Alla sua morte, nel 1883, fu menzionato come "el hombre más importante de Bahía Blanca". Fu sepolto nel cimitero vecchio, l'attuale plaza Pellegrini. 
Uno de suoi figli, Luis Caronti, fu il secondo sindaco di Bahía Blanca nonché il primo nato sul posto. Volle anche lasciare una cospicua eredità personale ad alcune istituzioni benefiche della città. Nel febbraio del 2011 è stata ufficializzata dal parlamento regionale la richiesta che venga dichiarato solennemente “cittadino illustre” della provincia di Buenos Aires.